# Sonic Generations
Sonic Generations (ja. ソニック ジェネレーションズ 'Sonikku Jenerēshonzu,' također poznata kao 白 の 時空 Shiro no Jikū i 青 の 冒 険 Ao no Bōken) je platformska videoigra iz 2011., koju je razvio Sonic Team, a objavila je Sega za Xbox 360, PlayStation 3, PC i Nintendo 3DS. Igra je rađena i objavljena kako bi proslavila dvadesetu godišnjicu franšize Sonic the Hedgehog. Sve verzije ove igre mogu se igrati u stereoskopskom 3D-u, ali 3DTV i par 3D naočala potrebni su za verzije za PlayStation 3 i Xbox 360. Sonic Generations je prva igra franšize koja podržava stereoskopski 3D.
PlayStation 3 inačica dostupna je za mrežno strujanje na PlayStation 4 i PC-u putem usluge pretplate na PS Now, uz PlayStation 3, PlayStation Vita, Sony Bravia Smart TV (modeli 2013., 2014., 2015. i 2016.), Sony Blu-Ray uređaje i podrška Samsung Smart TVa za uslugu koja je odbačena u 2017. U travnju 2018. Xbox 360 inačica igre postala je kompatibilna s Xbox One i podržava Xbox One X poboljšane značajke.
Razvoj Sonic Generations počeo je 2009. godine, nakon završetka Sonic Unleashed. Sonic Team pokušao je ponovno zamisliti najpopularnije aspekte franšize u visokoj razlučivosti i razvio igru koristeći Hedgehog Engine. Svaka lokacija i mnogi bossovi u igri mogu se vidjeti u ranijim igrama u serijalu, a igra uključuje brojne druge reference na prošle igre. Devil's Details i Dimps pomogli su u kreiranju verzija za Windows i 3DS. Verzija za Windows poznata je po svojoj aktivnoj modding sceni, gdje posvećena zajednica stvara nove mehanike igranja, nivoe i sredstva za igru.
Igra je dobila pozitivne kritike i bila je komercijalni uspjeh, prodavši 1,85 milijuna primjeraka do svibnja 2012. Recenzenti su istakli njezine grafike, glazbu i načine igre kao najbolje elemente, te su je nazvali dobrom počašću franšize. Također je dobila i negativne kritike, uglavnom zbog svojih povremenih problema s sličicama po sekundi i kontrolom. Prijem verzije 3DS bio je miješan; recenzenti kritizirali su njenu kratku duljinu i dizajn te su ju ocijenili gorom od Dimpsovih prethodnih Sonic igara. Klasična itoracija Sonica uvedena u igru nastavila se pojavljivati tijekom cijele franšize.

## Radnja
U verziji Green Hilla iz prošlosti, klasični Sonic trči dok ne čuje misteriozan zvuk. Odjednom se pojavi nepoznato stvorenje zvano Time Eater.
U međuvremenu modernog Sonica Tails vodi u šumu za iznenadnu rođendansku zabavu gdje ga svi prijatelji (koji su se pojavili u igrama iz prošlosti) čekaju. Sonic dođe na zabavu gdje počne razgovarati s Tailsom, no zabavu prekine isto tajanstveno stvorenje. Time Eater otme sve Sonicove prijatelje i odvede ih u prazno, bijelo mjesto.
Onesviješčen Sonic se probudi u tom svijetu i, nakon što vrati boju u Green Hill, vrati Tailsa, koji se pretvorio u kip, nazad. Zbunjeni, Sonic i Tails počnu istraživati mjesta u bijeloj zemlji. Sonic sve svoje prijatelje vrati vraćajući boje u razna mjesta.
Neočekivano, Tails pronađe i klasičnog Sonica, zbunjen pokuša pronaći Sonica i reći mu. Oba Sonica se pronađu, uz klasičnog i modernog Tailsa, i saznaju da putuju kroz svijet i vrijeme. Na putu dva Sonica uspiju pronaći svih 7 smaragda kaosa, boreći se protiv zlikovaca iz prošlosti. Kad 2 Sonica i Tailsa pronađu Time Eatera u drugoj dimenziji, dva Eggmana (klasični i moderni) otkriju da su oni kontrolirali Time Eatera, i zdrobe Sonice. Kad se čini da su gotovi, svi ostali likovi se pojave i nadare Sonice da se probude. Taj plan im uspije, i probude se, uz pomoć smaragda kaosa oslobode svoje Super forme te zajedno unište Time Eatera.
Svi se vrate nazad u šumu na početku igre i zabave se na Sonicovoj zabavi bez smetnje Time Eatera. Klasični Sonic i Tails napuste sviju i vrate se u svoju vremensku liniju, dok moderni likovi ostanu gdje jesu. U završnoj sceni se dva Eggmana pojave u istoj bijeloj zemlji kao Sonic, svađajući se o tome čija je krivica da su ovdje dospjeli.

## Doživljaj igre
Sonic Generations jest akcijska-avanturistička igra i platformska igrica, što znači da sadržava predmete za skupljanje, nivoe s raznim područjima i putevima, platforme na kojim Sonic putuje do kraja te razni dodatni načini igre. Igra ima dva glavna načina, nivoi klasičnog Sonica i nivoi modernog Sonica. Oba lika mogu koristiti skill, vještine koje otključaju dodatne nivoe, missions. U Hub Worldu se između klasičnog i modernog Sonica može zamijeniti s gornjim gumbom, te putovati kroz nivoe. Svaki nivo završi s ocjenom izvedbe igrača, ocjena D je najgora, a S najbolja. Doživljaji igre su skoro pa identični u verziji za konzole i PC kao što su u 3DS inačici.

### Moderni nivoi
Moderni nivoi su slični prethodnicima ove igre, Sonic Unleashed i Sonic Colors. Sonic može koristiti Boost pokret, kojim se iznenada može ubrzati da pregazi neprijatelje ili prođe kroz neke prečice, ili da trči preko vode. Boost je moguće ojačati na 300% Boost. Ako se niz neprijatelja nalazi iznad rupe, Sonic može koristiti Homing attack kojim cilja na nekog neprijatelja, i brzo poleti, zabije se u zlikovca i uništi ih, te pređe rupu bez da dotakne rub. Također Homing attack može biti izveden bez neprijatelja, no bez da cilja išta, napad koji će izvesti je Air dash. Ako Sonic mora ići pod zemlju, može izvesti Stomp i probiti bilo što ispod njega. Može se ojačati na Power Stomp, Stomp s većim dosegom. U nivou City Escape Sonic koristi skateboard. Neki nivoi imaju kratke dijelove u 2D-u.

### Klasični nivoi
Klasični nivoi su, kao što ime implicira, nivoi s doživljajem sličnim starim bočno klizećim Sonic igrama. Arsenal pokreta i napada klasičnog ježa je posuđen od klasičnih igara, zadržao je svoj poznati Spin Dash, koji je ovaj put dobio svoj vlastiti gumb. Uz to može koristiti lava, electric i aqua shield kao skill. Nivoi se igraju iz 2D perspektive. Također koristi skateboard u nivou City Escape kao njegov moderni duplikat.

### Značajke
Postoje dvije vrste prstenja. Obično, koje Sonici skupljaju kao izvor energije, i Red Star Ring, dodatni predmeti koji se mogu skupljati da igrač skupi stvari kao koncepcijske ilustracije i pjesme. Bodovi koje igrač dobije u nivoima mogu se potrošiti na stvari u Omochaovom Skill Shopu. Ovdje igrač može kupiti dodatne živote, skilleve, i kompletnu prvu igricu Sonic serijala. Dva skilla koja se osvoje pri dovršenju igrice su Super Sonic i skill koji igraču dopusti usporiti vrijeme u nivoima. Pjesme koje igrač osvoji može puštati tijekom nivoa i zamijeniti originalne pjesme s otključanim. Svaki spašeni lik dobije svoju kratku scenu, i scene su različite, i ovisi o Sonicu koji ih je spasio. Igra ima i Collection room, soba u kojoj se može čitati o likovima, gledati scene, koncepcijske ilustracije te slušati glazbu, uz to ima skrivena soba za kipove Sonic likova koji se mogu otključati tajnim kodovima.

## Likovi

### Likovi koji se mogu kontrolirati
- Moderni Sonic the Hedgehog (Roger Craig Smith)
- Klasični Sonic

### Ostali
- Moderni Miles "Tails" Prower (Kate Higgins)
- Klasični Tails (Kate Higgins)
- Moderni Doktor Eggman (Mike Pollock)
- Klasični Eggman (Mike Pollock)
- Knuckles the Echidna (Travis Willingham)
- Amy Rose (Cindy Robinson)
- Cream the Rabbit (Michelle Ruff) i Chao Cheese
- Rouge the Bat (Karen Strassman)
- Chaotix (Espio the Chameleon, Charmy Bee, Vector the Crocodile) (Troy Baker, Travis Willingham, Colleen O'Shaughnessey)
- Blaze the Cat (Laura Bailey)
- Omochao (Laura Bailey)
- Wispovi
- Životinjski likovi
- Roboti Eggmana

### Bossovi
- Time Eater
- Shadow the Hedgehog (Kirk Thornton)
- Silver the Hedgehog (Quinton Flynn)
- Moderni metalni Sonic
- Klasični metalni Sonic
- Death Egg Robot
- Perfect Chaos
- Egg Dragoon
- Big Arm
- Biolizard
- Egg Emperor

### Kameoi
- Fang the Sniper
- Bean
- Bark
- Mighty
- Ray
- Big
- E-102 Gamma
- E-123 Omega
- Tikal
- Chip
- Jet the Hawk
- Wave the Swallow
- Storm the Albatross
- NiGHTS
- Orbot i Cuobot
- Mii
- Mephiles
- Dark Gaia

## Nivoi

### Nivoi u inačici za konzole i PC

#### Glavni nivoi

##### Classic Era
- Green Hill
  - Lik spašen: Tails
- Chemical Plant
  - Lik spašen: Amy
- Sky Sanctuary
  - Lik spašen: Knuckles

##### Dreamcast Era
- Speed Highway
  - Lik spašen: Cream
- City Espace
  - Lik spašen: Rouge
- Seaside Hill
  - Lik spašen: Espio

##### Modern Era
- Crisis City
  - Lik spašen: Blaze
- Rooftop Run
  - Lik spašen: Vector
- Planet Wisp
  - Lik spašen: Charmy

##### Bossovi
- Stardust Speedway (Klasični metalni Sonic)
- Death Egg Zone (Death Egg Robot)
- Station Square (Perfect Chaos)
- Final Rush (Shadow)
- Crisis City (Silver)
- Eggmanland (Egg Dragoon)
- Centar vremena (Time Eater)

### Nivoi u 3DS inačici

#### Glavni nivoi

##### Classic Era
- Green Hill
  - Lik spašen: Tails
- Casino Night
- Mushroom Hill

##### Dreamcast Era
- Emerald Coast
- Radical Highway

##### Modern Era
- Water Palace
- Tropical Resort

##### Bossovi
- Casino Night (Klasični metalni Sonic)
- Launch Base (Big Arm)
- Radical Highway (Shadow)
- Cannon's Core (Biolizard)
- Tropical Resort (Silver)
- Final Fortress (Egg Emperor)
- Centar vremena (Time Eater)

## Razvoj
Razvoj Sonic Generations započeo je 2009. godine kad je Takashi Iizuka shvatio da ne postoji planirana igrica za godišnjicu 2011. Njegovu ideju za počast prihvatila je Sega i započeli su razvoj. Sega je provela internu anketu za zaposlenike kompanije, uključujući Segu od Japana, Amerike i Europe na pitanje koji im je najdraži nivo iz Sonica. Nakon rangiranja najpopularnijih nivoa, pokrenuta je web stranica koja drži drugu anketu koja pita za mišljenja obožavatelja serije.
Krajem 2010. godine na Internetu su se pojavile glasine o igri Sonic Anniversary. Glasine su pripovijedale o igri koja bi mogla sadržavati nove verzije nivoa iz povijesti Sonica u 2D-u i 3D-u. Igra je navodno bila objavljena na svim glavnim igraćim konzolama u to vrijeme: PSP, PS3, Xbox 360, Wii i DS.
18. travnja 2011., Sonic Generations napokon je najavljen za PS3 i Xbox 360. Popis izdanja GameStop-a objavljen 7. svibnja 2011. pokazao je 3DS port igrice s datumom izdavanja 31. prosinca 2011. Kasnije u mjesecu, Sega-Sammy izvješće o zaradi navodi 3DS i PC verzije igre; međutim, revidirana verzija izvješća više ne navodi nijednu verziju. Izdanje Nintendo Power u lipnju 2011. konačno je potvrdilo 3DS verziju Sonic Generations. Sadržao je detaljni pregled i intervju s Takashijem Iizukom.
3DS je imao i manje izmjene radnje. Zasluge za pisce dodijeljene su Keni Pontacu i Warrenu Graffu, poznati za pisanje Happy Tree Friends. Također su radili na Sonic Colors i MadWorld. Tetsu Katano, koji je režirao Sonic and the Black Knight i radio na Sonic Adventure igrama, režirao je 3DS izdanje. Poput Sonic Colors (DS), Sonic Team i Dimps ko-razvili su 3DS izdanje.
Sega je službeno najavila PC verziju igre 11. listopada 2011. Ovu verziju je i razvila britanska tvrtka "Devil's Details".

### Soundtrack
Glazbeni zapis igrice zove se "Blue Blur: Sonic Generations Original Soundtrack". Sadržava pjesme iz verzije za PC/Konzole, te pjesme iz 3DS inačice. Glazbu u igri remiksirali su Jun Senoue i Tatsuya Kozaki, uz gostujuće remikse koji su izveli Tomoya Ohtani, Kenichi Tokoi i Naofumi Hataya (koji su remiksali klasične verzije pjesama za nivoe Genesis igara).

## Nasljedstvo i kritike
Sonic Generations je jedan od favorita među fanovima i kritičara Sonica. Fanovi i kritičari obožavali su mnoge reference starim igricama, ali i nove elemente, likove, grafike, soundtrack i uglavnom su se zabavili s doživljajem igrice. IGN, poznati po negativnim recenzijama Sonic igrica, dali su Sonic Generations 8.5 bodova od mogućih 10, i nazvali ju najboljom Sonic igricom nakon 19 godina.
Igra je također dobila negativne kritike zbog manjka originalnosti i recikliranja starih tema serijala, umjesto novog iskustva.
Uspjeh Sonic Generations je značio puno Segi, i ponovili su mnoge stvari koje su napravili u ovoj igri. U igrama koje su izašle nakon ove kao Sonic Forces se ponavlja tema susreta klasičnog i modernog Sonica, i klasični Sonic se pojavio u mnogim spin-off igrama nakon ove. Tzv. Boost gameplay je ponovljen u svakoj modernoj Sonic igri nakon ove.